# Henry Heggen

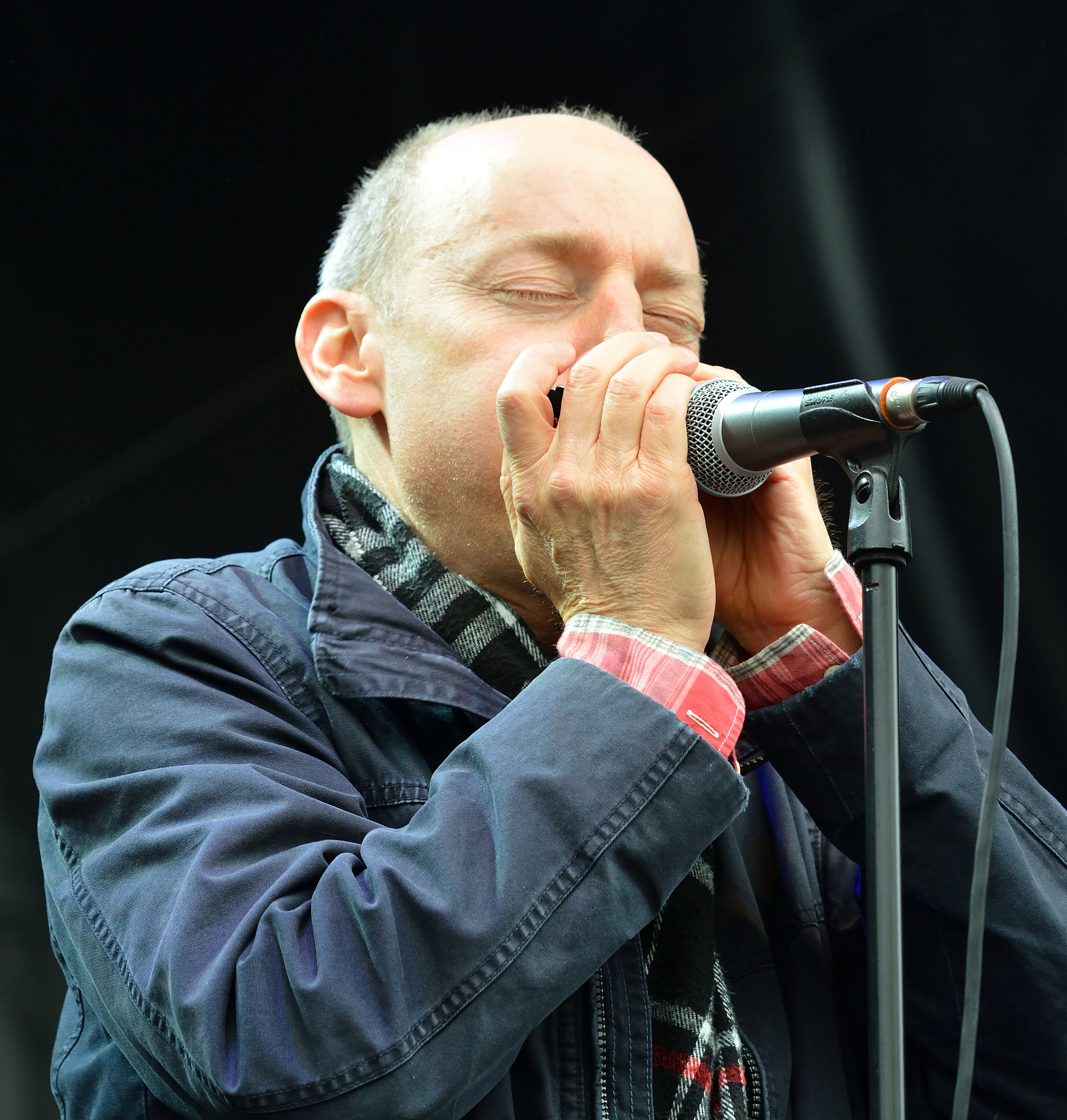
Henry Heggen beim Holsten Brauereifest 2016

Henry Heggen (* 20. Januar 1955 in Jacksonville, Florida) ist ein Sänger und Blues-Harp-Spieler. Die Leidenschaft und Intensität, mit der er auf der Bühne steht, brachte ihm auch den Spitznamen Mr. Natural of the Blues ein. Bluesharpspieler wie Big Walter Horton, Sonny Boy Williamson I., Sonny Terry und Little Walter beeinflussten sein Harmonicaspiel.

## Werdegang
Aufgewachsen ist Henry Heggen in Florida und später in London. Dort traf er Chris Turner und lernte von ihm das Harpspielen. Er stieg bei dessen Band Have Mercy ein. Mit der Jug-Band Have Mercy kam er 1976 nach Deutschland und blieb. Sie spielten auf der Straße und füllten wenig später auch die Clubs quer durch Deutschland. 1978 ging Have Mercy auseinander. Nur ein Jahr später beschlossen Günther Brackmann und Henry Heggen, ihre akustische Power elektrisch umzusetzen. Die Band B. Sharp war geboren. Mit dieser Band tourte er durch Europa und spielte als Support u. a. für Joe Cocker, Mitch Ryder, Bo Diddley und Johnny Winter.
Heute ist er einer der bekanntesten und beliebtesten Harp-Spieler Hamburgs. Viele Musiker aus der Hamburger Szene spielen gern mit ihm zusammen, wie zum Beispiel die Blues-Legende Abi Wallenstein oder auch Inga Rumpf, auf deren letzter Platte er einige Stücke mit einspielte.
Sein Hauptaktionsgebiet ist derzeit die Band The Crazy Hambones. Die Band spielt Blues; Mitglieder sind Micha Maass (drums, vocals),  Brian Barnett (guitar, vocals) und Henry Heggen (harp, lead vocals).

## Diskografie
- 1977: Have Mercy, Boodlam (LP)
- 1978:	Blues Delivery,	Reuter house blues (LP)
- 1981:	The Blammers, Hammer Blues (LP)
- 1981:	B. Sharp, 1. LP (LP)
- 1982:	B. Sharp, Suffer (SL)
- 1983:	B. Sharp, You’re making me mad (LP)
- 1983:	B. Sharp, You’re making me mad (SL)
- 1984:	B. Sharp, Christmas (SL)
- 1987:	Vince Weber, Boogie on a blue song (CD)
- 1991:	B. Sharp, Here come’s the blues again (CD)
- 1991:	Frumpy,	News (harp on „when the night comes“) (CD)
- 1993:	Have mercy, Have mercy (CD)
- 1993:	Abi Wallenstein, two times 2 (CD)
- 1994:	The Whatkeez, If You Could Look Inside Of Me Now (CD)
- 1995:	Christian Willisohn, Blues on the world (CD)
- 1996:	Abi Wallenstein, Blues Avenue (CD)
- 1996:	Inga Rumpf, In The 25th Hour (CD)
- 1998:	Boogie House, Just for fun (CD)
- 1999:	Abi Wallenstein & Friends, for Hinz & Kunzt (CD)
- 2000:	Bluephoria, love so good (CD)
- 2001:	Andy Hart, Mad man Blues (CD)
- 2001:	Heggen’s Heroes, Making love in lola - live (CD)
- 2002:	Boogie House, Cotton Club-Jam (CD)
- 2003:	Abi Wallenstein, Step in time (CD)
- 2004:	Zwick Allstars,	Live in Hamburg (CD)
- 2005:	Inga Rumpf, Easy in my soul (CD)
- 2007: Crazy Hambones, Blowin the family jewels (CD)
- 2010: Hole in the Roll
- 2014: Heggen - Maass - Pertiet, b.live (CD)

## Musiker und Bands

### Mit denen er gespielt hat
- Have Mercy
- Blammers
- B. Sharp
- Bluephoria
- The Whatkeez
- Heggen’s Heroes
- Blues Delivery
- Generations Of Music

### Mit denen er derzeit spielt
- The Crazy Hambones
- Boogie House
- Abi Wallenstein
- Martin Röttger
- Günther Brackmann
- Vince Weber
- Gottfried Böttger
- Axel Zwingenberger
- Inga Rumpf
- Joja Wendt
- Henning Pertiet